# Партизаны 1941
«Партизаны 1941» — компьютерная игра в жанре тактики в реальном времени, разработанная российской студией Alter Games.

## Игровой процесс
«Партизаны» представляют собой стратегию в реальном времени. Игрок управляет группой советских партизан во время Великой Отечественной войны. Они начинают со скудной экипировкой, ограничиваясь ножами и камнями. По ходу прохождения игрок может разблокировать других бойцов, у каждого из которых есть свои особенности. Между миссиями располагается отдельная мини-игра на распределение ресурсов.
У каждого из героев есть специализация и особые навыки (например Зорин умеет метать нож, а Белозёрова - убивать нескольких врагов серией выстрелов из пистолета)
На сюжетную миссию можно взять трёх героев, что позволяет применять различные стратегии прохождения. 
Между операциями предстоит работа по поддержанию партизанского лагеря: сбор продовольствия и строительных ресурсов, улучшение оружия и создание расходных материалов (аптечки, взрывчатка), лечение раненных и строительство здания.
Также в игре есть вылазки, на которые игрок выделяет своих героев и проходящих без его участия. Успех рассчитывается пропорционально числу отправленных бойцов. Удачная вылазка даст ресурсы, но и амуницию, новое оружие, опыт и повышение боевого духа.

## Разработка
Студия Alter Games, основанная разработчиками Heroes of Might and Magic V, «Аллоды Онлайн», Skyforge и других игр, анонсировала «Партизан» в апреле 2018 года. Релиз в Steam состоялся 15 октября 2020 года. Игра разработана на движке Unreal Engine 4. В апреле следующего года разработчик выпустил первое дополнение для «Партизан», которое добавляет двенадцать новых отдельных от основной кампании миссий и режим «Героическая оборона», в котором отряд пытается пережить волны наступающих немецко-фашистских захватчиков.

## Саундтрек
Композитор — Владислав Исаев.
| №   | Название                             | Длительность |
| --- | ------------------------------------ | ------------ |
| 1.  | «Жалицы»                             | 3:33         |
| 2.  | «Авиабаза»                           | 4:06         |
| 3.  | «Болото»                             | 6:20         |
| 4.  | «Болото»                             | 4:14         |
| 5.  | «Автомастерская»                     | 3:56         |
| 6.  | «Элеватор»                           | 4:09         |
| 7.  | «Ферма»                              | 3:58         |
| 8.  | «Госпиталь»                          | 3:58         |
| 9.  | «Охотник на озере»                   | 4:01         |
| 10. | «Протагонист Белозерова»             | 3:57         |
| 11. | «Дорога мародёров»                   | 3:58         |
| 12. | «Партизаны главная тема»             | 3:37         |
| 13. | «Лагерь военнопленных»               | 4:05         |
| 14. | «Партизаны боевая тема»              | 2:18         |
| 15. | «Железнодорожная станция Серебрянка» | 4:05         |
| 16. | «Склад трофеев»                      | 4:13         |
| 17. | «Комендатура»                        | 3:59         |

## Отзывы критиков
| Сводный рейтинг       | Сводный рейтинг |
| Агрегатор             | Оценка          |
| --------------------- | --------------- |
| Metacritic            | 74/100          |
| OpenCritic            | 75/100          |
| «Критиканство»        | 72/100          |
| Иноязычные издания    |                 |
| Издание               | Оценка          |
| GameStar              | 80/100          |
| IGN                   | 7/10            |
| PC Gamer (US)         | 80/100          |
| Русскоязычные издания |                 |
| Издание               | Оценка          |
| 3DNews                | 9/10            |
| GoHa.Ru               | 6/10            |
| Riot Pixels           | 60/100          |
| StopGame.ru           | «Похвально»     |
| «Игры Mail.ru»        | 7,5/10          |
| «Канобу»              | 7/10            |
| «НИМ»                 | 8,1/10          |

Игра получила смешанные оценки игровых ресурсов, согласно агрегатору рецензий Metacritic.